# PSSFA
Polskie Stowarzyszenie Sędziów Futbolu Amerykańskiego stanowi niezależną jednostkę szkolącą przyszłych arbitrów oraz organizującą składy sędziowskie na mecze w ramach rozgrywek w Polsce.
PSSFA powstało w roku 2017 ale jest kontynuatorem Wydziału Sędziowskiego PZFA założonego w roku 2006. Po 11 latach istnienia jako wewnętrzna komórka, w ramach odpowiedzi na podział środowiska futbolowego w Polsce, sędziowie postanowili założyć własny podmiot zrzeszający oraz dbający o ich interesy.

## Historia
Wydział Sędziowski PZFA został powołany z inicjatywy Jędrzeja Stęszewskiego, ówczesnego Prezesa PZFA. Pierwszym Przewodniczącym został Krzysztof Walentynowicz, który pełnił funkcję najdłużej w historii. Pierwszym demokratycznie wybranym liderem środowiska sędziów został Damian Jurzyk, który 16 marca 2019 pokonał w głosowaniu Krzysztofa Walentynowicza stosunkiem głosów 14:11 dzięki czemu objął stanowisko Prezesa Zarządu PSSFA.
Na sezon 2020 PSSFA przyznało licencję na sędziowanie 67 osobom.

## Historia liderów sędziów
| Od   | Do   | Imię i nazwisko         | Funkcja                                    |
| ---- | ---- | ----------------------- | ------------------------------------------ |
| 2019 |      | Damian Jurzyk           | Prezes Zarządu PSSFA                       |
| 2018 | 2018 | Wojciech Ratajczak      | Prezes Zarządu PSSFA                       |
| 2016 | 2017 | Dariusz Leoniak         | Przewodniczący Wydziału Sędziowskiego PZFA |
| 2013 | 2016 | Wojciech Ratajczak      | Przewodniczący Wydziału Sędziowskiego PZFA |
| 2006 | 2013 | Krzysztof Walentynowicz | Przewodniczący Wydziału Sędziowskiego PZFA |

## Składy Finałowe
Wystawione na mecze finałowe najwyższej klasy rozgrywkowej w danym sezonie
| Sezon | Miasto    | Stadion        | Referee                 | Umpire                  | Head Linesman        | Line Judge           | Back Judge              | Field Judge             | Side Judge         | Center Judge    |
| 2006  | Warszawa  | Marymont       | Krzysztof Walentynowicz | Shawn Sombati           | Michał Art           | Paweł Cwalina        | Bartłomiej Rychtanek    |                         |                    |                 |
| 2007  | Warszawa  | Marymont       | Shawn Sombati           | Krzysztof Walentynowicz | Michał Rosiak        | Michał Art           | Damian Jurzyk           |                         |                    |                 |
| 2008  | Wrocław   | Olimpijski     | Steve Tonkinson         | Shawn Sombati           | Michał Art           | Alex Zarganis        | Wojciech Ratajczak      | Krzysztof Walentynowicz | Damian Jurzyk      |                 |
| 2009  | Warszawa  | Marymont       | Krzysztof Walentynowicz | Paweł Cwalina           | Michał Rosiak        | Shawn Sombati        | Alex Zarganis           | Damian Jurzyk           | Wojciech Ratajczak |                 |
| 2010  | Wrocław   | Niskie Łąki    | Marcel Tschurer         | Shawn Sombati           | Mikołaj Burzec       | Alex Zarganis        | Krzysztof Walentynowicz | Maciej Brueck           | Wojciech Ratajczak |                 |
| 2011  | Bielawa   | KS Bielawianka | Krzysztof Walentynowicz | Dariusz Leoniak         | Michał Rosiak        | Maciej Brueck        | Mikołaj Burzec          | Wojciech Ratajczak      | Alex Zarganis      |                 |
| 2012  | Warszawa  | Narodowy       | Alex Zarganis           | Paweł Cwalina           | Dariusz Leoniak      | Maciej Brueck        | Damian Jurzyk           | Adam Orzeł              | Wojciech Ratajczak |                 |
| 2013  | Warszawa  | Narodowy       | Wojciech Ratajczak      | Dariusz Leoniak         | Mikołaj Burzec       | Jacek Mucha          | Stanisław Radziński     | Krzysztof Walentynowicz | Damian Jurzyk      |                 |
| 2014  | Gdynia    | Miejski        | Maciej Brueck           | Dariusz Leoniak         | Bartłomiej Wiśnicki  | Michał Stoma         | Wojciech Ratajczak      | Stanisław Radziński     | Damian Jurzyk      |                 |
| 2015  | Wrocław   | Wrocław        | Damian Jurzyk           | Patryk Żak              | Wojciech Augusiewicz | Stanisław Radziński  | Wojciech Ratajczak      | Maciej Żołądek          | Michał Stoma       |                 |
| 2016  | Białystok | Miejski        | Olivier Wahl            | Patryk Żak              | Dariusz Leoniak      | Bartłomiej Wiśnicki  | Krzysztof Walentynowicz | Adam Rączkowski         | Damian Jurzyk      |                 |
| 2017  | Łódź      | Widzew         | Wojciech Ratajczak      | Maciej Brueck           | Kamil Przybyła       | Alex Zarganis        | Adam Rączkowski         | Maciej Żołądek          | Damian Jurzyk      |                 |
| 2018  | Wrocław   | Olimpijski     | Krzysztof Walentynowicz | Maciej Brueck           | Ewa Walentynowicz    | Wojciech Augusiewicz | Łukasz Cichoń           | Kacper Karaś            | Damian Jurzyk      |                 |
| 2019  | Wrocław   | Olimpijski     | Adam Rączkowski         | Piotr Soczówka          | Dariusz Leoniak      | Wojciech Augusiewicz | Damian Jurzyk           | Wojciech Ratajczak      | Maciej Żołądek     | Jan Pruszkowski |
| 2020  | Wrocław   | Olimpijski     | Wojciech Ratajczak      | Jan Pruszkowski         | Ewa Walentynowicz    | Mikołaj Burzec       | Bartek Marciniak        | Krzysztof Walentynowicz | Kamil Przybyła     | Damian Jurzyk   |
| ----- | --------- | -------------- | ----------------------- | ----------------------- | -------------------- | -------------------- | ----------------------- | ----------------------- | ------------------ | --------------- |

## Najwięcej meczów
10 sędziów z największą ilością meczów na koniec sezonu 2019
| Imię i nazwisko         | rok debiutu | ilość meczów |
| ----------------------- | ----------- | ------------ |
| Damian Jurzyk           | 2006        | 380          |
| Krzysztof Walentynowicz | 2006        | 376          |
| Wojciech Ratajczak      | 2008        | 340          |
| Maciej Żołądek          | 2009        | 260          |
| Stanisław Radziński     | 2010        | 249          |
| Dariusz Leoniak         | 2009        | 242          |
| Maciej Brueck           | 2008        | 235          |
| Adam Rączkowski         | 2012        | 209          |
| Wojciech Augusiewicz    | 2012        | 194          |
| Jacek Mucha             | 2011        | 179          |

## Coroczne szkolenie
Każdego roku przed sezonem odbywa się szkolenie, zazwyczaj dwudniowe, na które zapraszany jest gość specjalny - doświadczony sędzia z zagranicy.
| Rok  | Miasto   | Gość             | Kraj     |
| ---- | -------- | ---------------- | -------- |
| 2007 | Warszawa | Einar Bolstad    | Norwegia |
| 2008 | Łódź     | brak gościa      |          |
| 2009 | Warszawa | Steve Tonkinson  | Anglia   |
| 2009 | Warszawa | Davie Parsons    | Szkocja  |
| 2010 | Warszawa | Frank Kristensen | Dania    |
| 2011 | Warszawa | Keith Wickham    | Anglia   |
| 2012 | Katowice | brak gościa      |          |
| 2013 | Warszawa | Bill LeMonnier   | USA      |
| 2014 | Warszawa | Frank Rasmussen  | Dania    |
| 2015 | Warszawa | Frank Kristensen | Dania    |
| 2016 | Warszawa | Keith Wickham    | Anglia   |
| 2017 | Warszawa | brak gościa      |          |
| 2018 | Katowice | Steve Tonkinson  | Anglia   |
| 2018 | Katowice | Davie Parsons    | Szkocja  |
| 2019 | Łódź     | brak gościa      |          |
| 2020 | Warszawa | Arnold Buijs     | Holandia |